# Vena yugular externa
La vena yugular externa es una vena que desciende desde el ángulo de la mandíbula hasta la parte central de la clavícula y desemboca en la vena subclavia. Drena la sangre que proviene en su mayor parte del cuero cabelludo y de la cara.
Se origina por la unión de la vena auricular posterior y la vena retromandibular. Cualquiera de los dos grandes vasos situados en el cuello reciben la mayor parte de la sangre del exterior del cráneo y de las estructuras profundas de la cara.

## Estructura
Comienza en la sustancia de la glándula de parótida, a nivel del ángulo del mandíbula, y discurre perpendicular descendiendo en el cuello, en dirección de una línea dibujada del ángulo de la mandíbula al tercio medio de la clavícula superficial al esternocleidomastoideo.
En su curso, cruza el esternocleidomastoideo oblicuamente, y en el triángulo subclavio perfora el fascia profunda, y termina en la vena subclavia lateral a, o delante del escaleno anterior,  perforando el techo del triángulo posterior.
Está separada del esternocleidomastoideo por la fascia cervical profunda, y está cubierto por el músculo platisma, la fascia superficial;  cruza el nervio cutáneo cervical, y su mitad superior discurre paralela con el nervio auricular grande.

### Válvulas
Cuenta con dos pares de válvulas, el par más bajo que está situado en la unión a la vena subclavia, y el superior aproximadamente 4 cm por encima de la clavícula en el mayor de los casos (pueden existir variaciones anatómicas). La porción de vena entre los dos pares de válvulas se encuentra frecuentemente dilatado, y se le denomina el seno.
Estas válvulas no impiden la regurgitación la sangre, o el paso de inyección desde abajo hacia arriba.

### Variación
La vena yugular externa varía en tamaño, un comportamiento inverso a la proporción de las otras venas del cuello, ocasionalmente el doble de tamaño. 

## Función
Esta vena recibe ocasionalmente la vena occipital, la yugular externa posterior y, cerca de su terminación, las venas yugular transversal, escapular transversal y yugular anterior; en la sustancia de la parótida, se une una gran rama de comunicación de la yugular interna.
La vena yugular externa drena hacia la vena subclavia lateral a la unión de la vena subclavia y la vena yugular interna.